# Semiana
Semiana là một đô thị ở tỉnh Pavia trong vùng Lombardia của Ý, có cự ly khoảng 50 km về phía tây nam của Milan và khoảng 35 km về phía tây của Pavia. Tại thời điểm ngày 31 tháng 12 năm 2004, đô thị này có dân số 256 người và diện tích là 9,9 km².
Semiana giáp các đô thị sau: Lomello, Mede, Sartirana Lomellina, Valle Lomellina, Velezzo Lomellina.